# Midden-Saksisch voetbalkampioenschap 1924/25
In 1924/25 werd het twintigste voetbalkampioenschap van Midden-Saksen gespeeld, dat georganiseerd werd door de Midden-Duitse voetbalbond. Chemnitzer BC werd kampioen en plaatste zich voor de Midden-Duitse eindronde. De club versloeg VfB 1912 Geyer, SVgg 1907 Meerane en verloor dan van SV Guts Muts Dresden. 
Er werd dit jaar ook een eindronde gespeeld voor vicekampioenen, die dan zo nog een ticket voor de nationale eindronde konden bemachtigen. Preußen verloor meteen van Brandenburg Dresden.

## Gauliga
| Plaats | Club                       | Wed. | W  | G | V  | Saldo | Ptn.  |
| ------ | -------------------------- | ---- | -- | - | -- | ----- | ----- |
| 1.     | Chemnitzer BC 99           | 18   | 12 | 4 | 2  | 55:26 | 28:8  |
| 2.     | FC Preußen Chemnitz        | 18   | 11 | 4 | 3  | 58:28 | 26:10 |
| 3.     | SC National 1900 Chemnitz  | 18   | 8  | 5 | 5  | 48:30 | 21:15 |
| 4.     | SV Teutonia 1901 Chemnitz  | 18   | 8  | 4 | 6  | 40:31 | 20:16 |
| 5.     | SV Sturm 04 Chemnitz       | 18   | 8  | 2 | 8  | 38:41 | 18:18 |
| 6.     | SC 1913 Harthau            | 18   | 7  | 3 | 8  | 31:48 | 17:19 |
| 7.     | VfB 01 Chemnitz            | 18   | 7  | 1 | 10 | 29:38 | 15:21 |
| 8.     | FC Viktoria 1903 Einsiedel | 18   | 5  | 2 | 11 | 24:38 | 12:24 |
| 9.     | SC 08 Hellas Chemnitz      | 18   | 4  | 4 | 10 | 21:36 | 12:24 |
| 10.    | Mittweidaer FC 1899        | 18   | 4  | 3 | 11 | 13:41 | 11:25 |

|  | Kampioen, geplaatst voor Midden-Duitse eindronde           |
|  | Geplaatst voor Midden-Duitse eindronde voor vicekampioenen |
|  | Degradatie                                                 |